# Roodstaartvanga
De roodstaartvanga  (Calicalicus madagascariensis) is een endemische vogelsoort  uit de familie vanga's (Vangidae), een familie  van zangvogels die alleen op Madagaskar voorkomt.

## Kenmerken
De roodstaartvanga is een gedrongen vogel van 13,5-14 cm. Het mannetje heeft een zwart 'slabbetje' en een zwarte streep van snavel naar het oog (teugel) en een wit op de wangen, en een wit voorhoofd met een witte wenkbrauwstreep. Verder is de vogel grijs op de rug en boven op de kop en zijn de mantel en de bovenste schouderveren steenrood en de staart is roodbruin. Er zijn maar kleine verschillen met de veel zeldzamere Calicalicus rufocarpalis die iets groter is.

## Verspreiding en leefgebied
De roodstaartvanga komt voor in natuurlijke bossen, maar ook in secundair bos tot op een hoogte van 2000 m. De roodstaartvanga is geen soort van de Rode Lijst van de IUCN.